# Ilex Beller
Pour les articles homonymes, voir Beller.
Ilex Beller (1914-2005) est un artiste autodidacte originaire du sud de la Pologne, qui est arrivé à Paris dans les années 1930. Il a réalisé une série de peintures, d'un style naïf, sur la vie quotidienne dans les shtetls avant que ceux-ci ne soient anéantis par la Shoah. Ces peintures ont été réunies dans un livre (voir bibliographie).
Il est le père de l'acteur et animateur de télévision Georges Beller.
Sa vie fait l'objet d'un film documentaire de 46 minutes ayant pour titre Ilex Beller, réalisé par Jacek Gasiorowski en 1997.

## Biographie

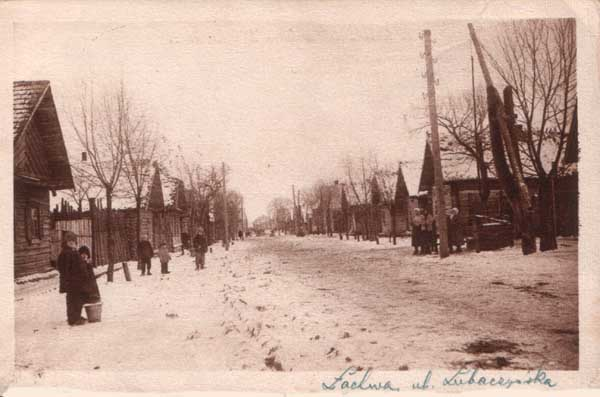
Un shtetl en Pologne en 1926

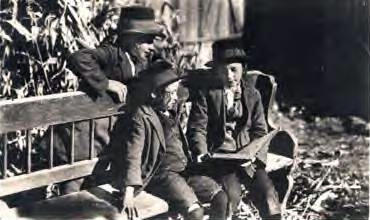
Jeunes garçons juifs hassidiques en Pologne, à Łódź, dans les années 1910

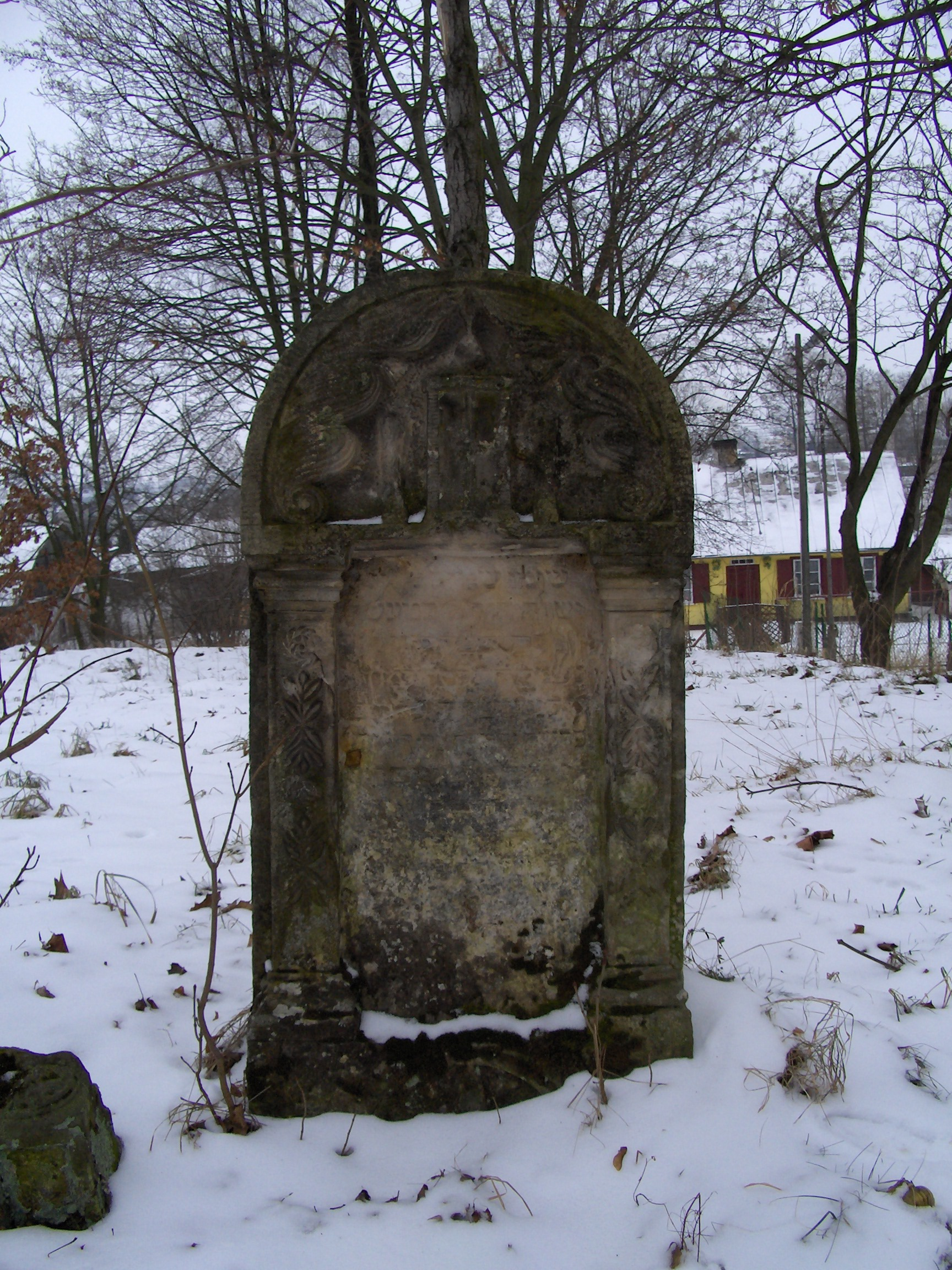
Tombe juive en Pologne

Il est né le 6 mars 1914 à Grodzisko, un shtetl du sud-est de la Pologne près de Łańcut (Voïvodie des Basses-Carpates), où il passe toute son enfance. Il y fait son école primaire au Heder et poursuit ses études au lycée hébraïque de Przemyśl.
En 1928, à l'âge de 14 ans, il part pour Anvers en Belgique où se trouve une partie de sa famille, et apprend la taille du diamant. Lorsque survient la crise de 1929, Les ateliers de diamants ferment leurs portes. Ilex Beller exerce divers métiers : usine de verrerie de Merxem, usine de métallurgique de Hovoken et dans les mines de charbons de Charleroi.
En 1934, il arrive à Paris. En 1936 éclate la guerre d'Espagne et Beller s'engage dans les Brigades internationales pour combattre le fascisme. Il est blessé au combat et rentre à Paris en 1937 où il trouve du travail dans la fourrure.
Il se marie en 1939 avec une immigrante juive polonaise, Cesia Perla.
Lorsque la Seconde Guerre mondiale est déclarée en 1939, il s'engage comme volontaire dans l'armée française. En 1940, il est gravement blessé au combat. Démobilisé, il reprend son travail d'ouvrier fourreur jusqu'en 1942, puis il passe en Suisse jusqu'en 1944, revient à Paris et s'installe à son compte comme artisan fourreur, activité qu'il exercera pendant 26 ans jusqu'à la retraite.
C'est alors qu'il profite de son temps libre pour retourner dans son village natal en avril 1983 à 69 ans et renouer avec ses racines, mais il n'y retrouve plus rien, tout a disparu, excepté une pierre tombale aux trois-quarts enterrée, qui se trouve être par hasard celle de son grand-père Aaron Yehuda Beller. Il veut alors porter un témoignage, par l'écriture et la peinture, sur ce village que l'on a assassiné.
Membre actif de l'Union des Engagés Volontaires Anciens Combattants Juifs (U.E.V.A.C.J.), il en devient le Président de 1986 à 2004.
Il meurt dans le 15e arrondissement de Paris le 15 juillet 2005 à 91 ans.